# Ваночка
Ваночка (чеш. vánočka, также houska) — традиционный чешский рождественский хлеб. Название хлеба происходит от чешского слова Vánoce — «рождество», в словацком языке Vianoce. Хлеб заплетают в виде косички, наподобие халы.
Тесто готовится из муки, молока, яиц, дрожжей, сливочного масла, изюма, ванили, миндаля, сахара и соли. Дополнительный вкус могут придавать цедра лимона и ром.
Его впервые упоминает около 1400 года бенедиктинский монах Ян Голешов в своем труде «Трактат в сочельник». По его интерпретации, эта выпечка символизировала Младенца Христа, завернутого в ткань.
В дальнейшем Ваночка упоминалась в XVI веке, её мог приготовить только пекарь, который был цеховым мастером. В XVIII веке люди начали печь этот хлеб дома.
Хлеб имеет репутацию сложного в приготовлении, поэтому во многих домах с процессом выпечки связаны суеверия и особые обычаи. Говорят, что, готовя ваночку, нужно думать обо всех, кто тебе дорог. Ещё один обычай — не прикасаться к ваночке металлом. Наконец, тот, кто делает ваночку, должен подпрыгивать вверх и вниз, пока тесто поднимается.